# جوليس دوبويس
جوليس دوبويس (بالإنجليزية: Jules Dubois)‏ هو مراسل أمريكي، ولد في 31 مارس 1910 في نيويورك في الولايات المتحدة، وتوفي في 15 أغسطس 1966 في بوغوتا في كولومبيا.